# Dekanat Lindau

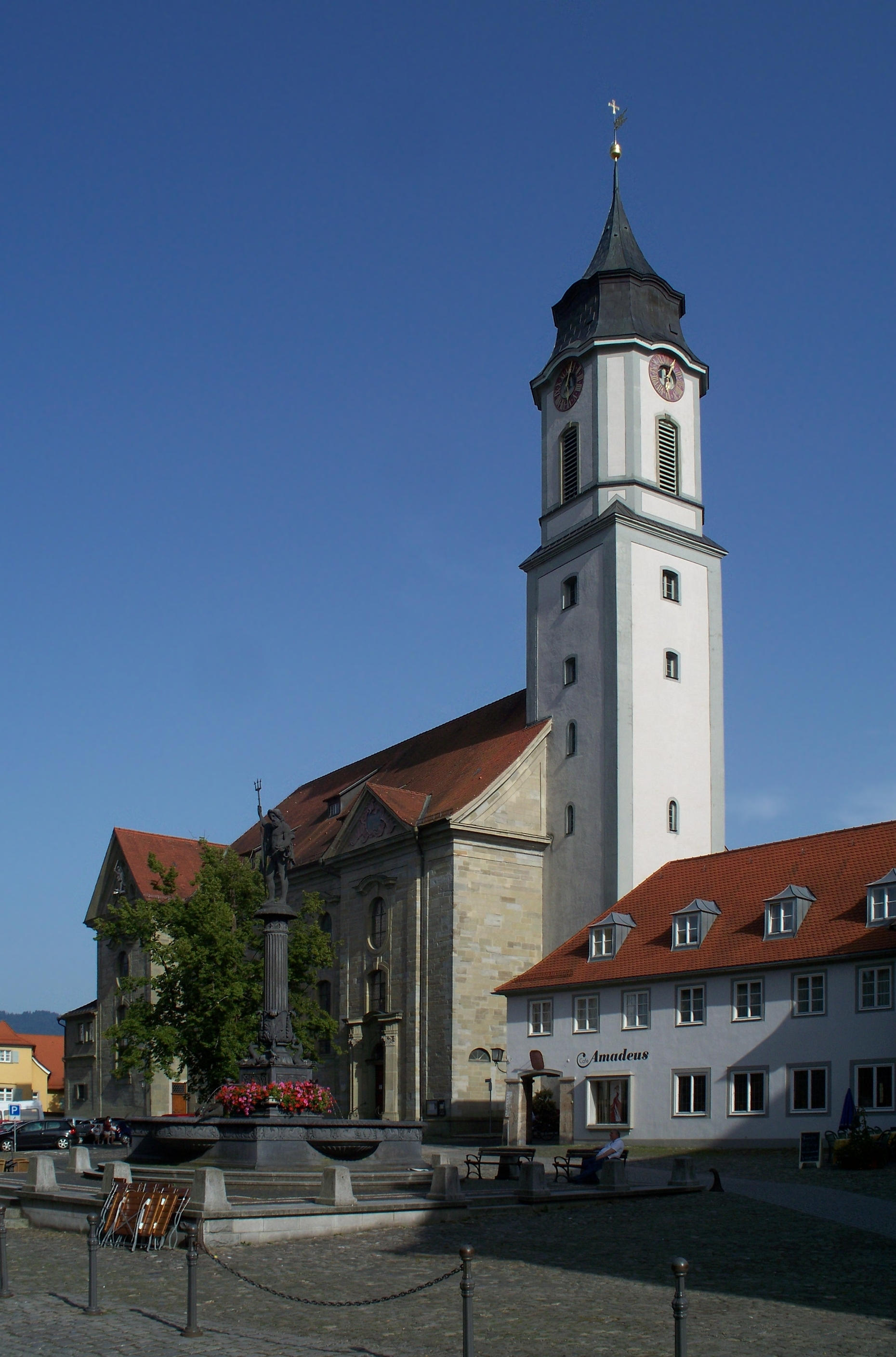
Stadtpfarrmünster Unserer Lieben Frau Lindau

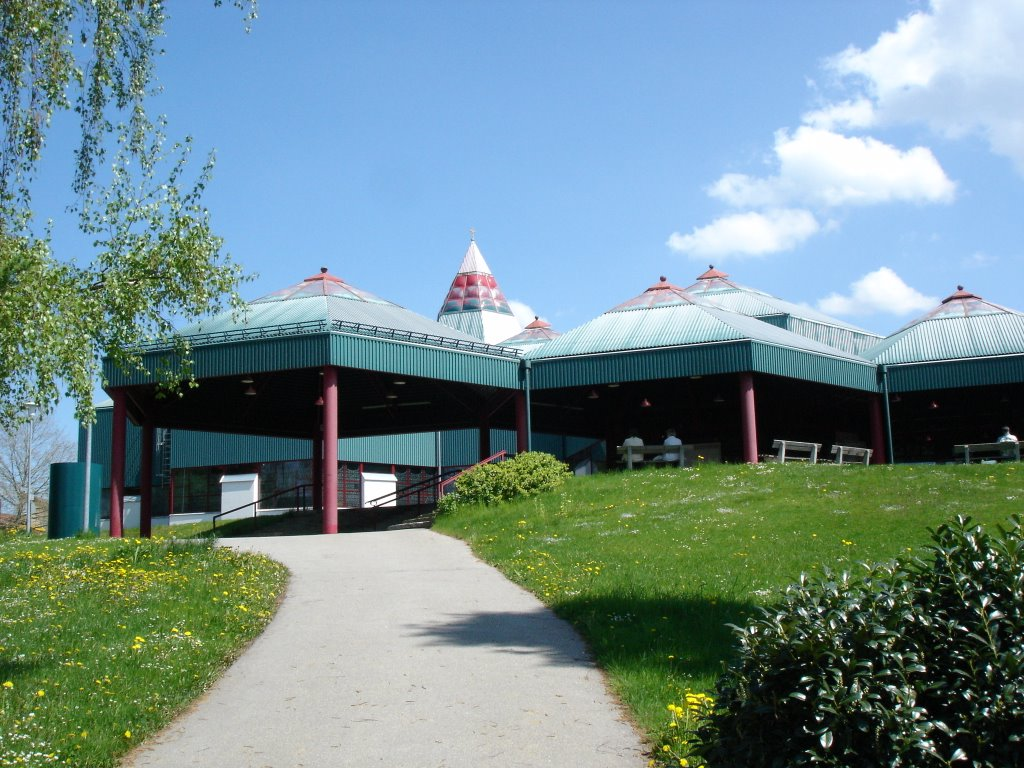
Wallfahrtskirche Maria vom Sieg Wigratzbad

Das Dekanat Lindau ist eines von 23 Dekanaten des römisch-katholischen Bistums Augsburg. Es entstand im Zuge der Bistumsreform vom 1. Dezember 2012.
Das Dekanatsgebiet ist deckungsgleich mit dem Landkreis Lindau und umfasst 31 Pfarrgemeinden in 8 Pfarreiengemeinschaften.

## Gliederung
- Argental

Ebratshofen „St. Elisabeth“,
Gestratz „St. Gallus“,
Grünenbach „St. Ottmar“,
Maierhöfen „St. Gebhard“,
Röthenbach „St. Martin“,
Stiefenhofen „St. Martin“;
- Heimenkirch

Heimenkirch „St. Margaretha“,
Maria-Thann „Mariä Himmelfahrt“,
Opfenbach „St. Nikolaus“,
Mywiler „Hlgst. Dreifaltigkeit“,
Wohmbrechts „St. Georg“,
Wigratzbad „Herz Jesu und Mariä“;
- Lindau-Aeschach

Lindau-Aeschach „St. Ludwig“,
Oberreitnau „St. Pelagius“,
Unterreitnau „St. Urban und Sylvester“;
- Lindau-Insel

Lindau-Insel „Unsere lieben Frau“,
Lindau-Reutin „St. Josef“,
Lindau-Zech „Maria, Königin d. Friedens“,
- Pfänderrücken

Lindenberg „St. Peter u. Paul“,
Scheffau „St. Martin“,
Scheidegg „St. Gallus“;
- Wasserburg

Bodolz „St. Johannes d. Täufer“,
Nonnenhorn „St. Christophorus“,
Wasserburg „St. Georg“;
- Weiler

Ellhofen „St. Peter u. Paul“,
Oberreute „St. Martin“,
Simmerberg „St. Joseph“,
Weiler „St. Blasius“;
- Weißensberg

Bösenreutin „St. Nikolaus“,
Hergensweiler „St. Ambrosius“,
Niederstaufen „St. Peter u. Paul“,
Sigmarszell „St. Gallus“,
Weißensberg „St. Markus“;